# Jagna Marczułajtis

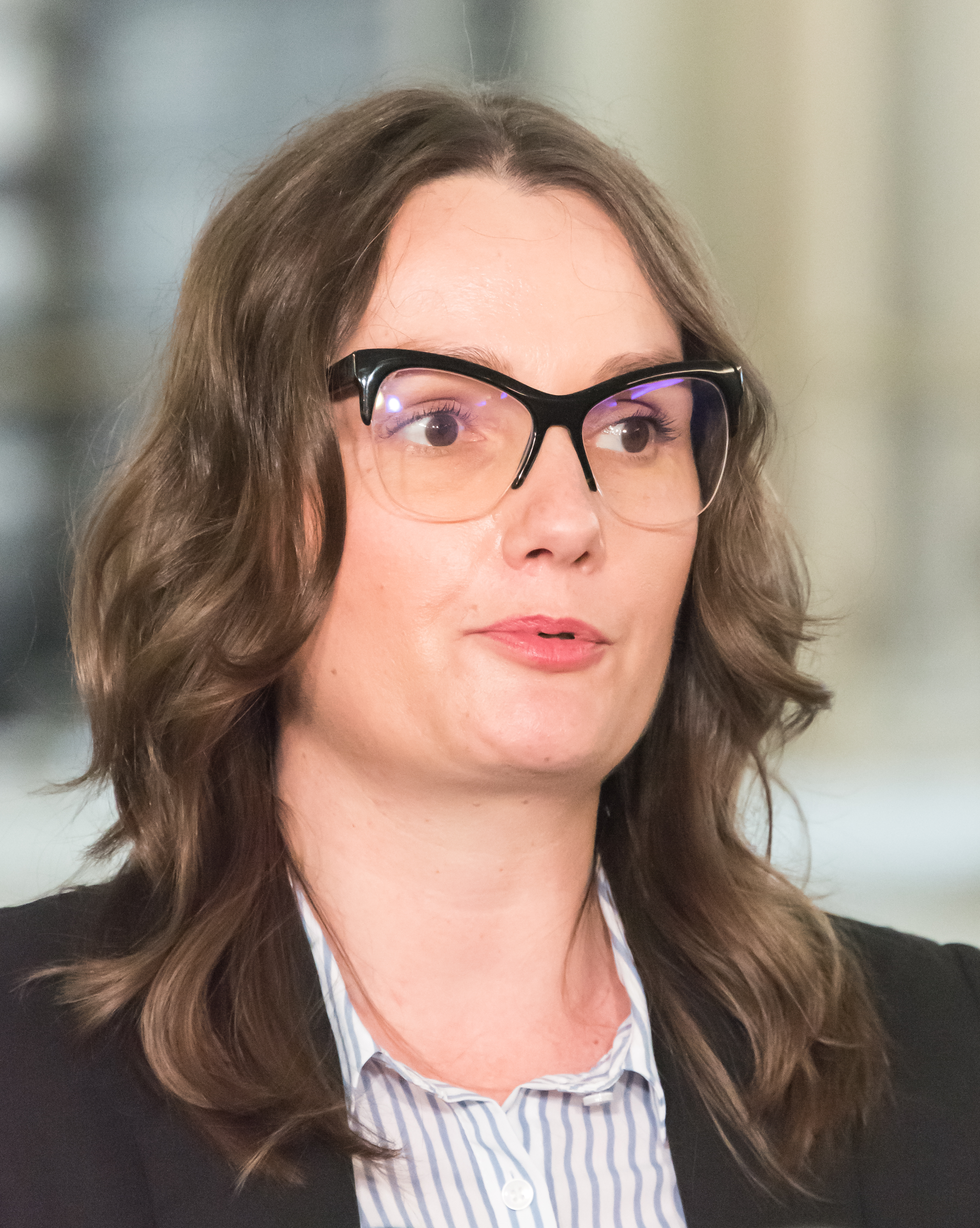
Jagna Marczułajtis-Walczak (2022)

Jagna Kinga Marczułajtis-Walczak (* 15. Dezember 1978 in Zakopane, bürgerlich: Jagna Marczułajtis-Walczak) ist eine polnische Snowboarderin und liberal-konservative Politikerin. 
Sie trat bisher dreimal bei Olympischen Winterspielen für Polen an. Bei den Olympischen Winterspielen 2002 in Salt Lake City erreichte sie den vierten Platz. Im Weltcup war sie am 6. Januar 2004 in Bad Gastein und am 22. Januar 2006 in Nendaz im Parallelslalom erfolgreich. In ihrem Heimatland Polen konnte sie mehrmals die nationalen Meisterschaften gewinnen.
Sie lebt mit ihren zwei Töchtern Jagoda Olimpia (* 2002) und Iga (* 2008) in ihrer Geburtsstadt Zakopane. Sie ist die Exfrau des Eiskunstläufers Sebastian Kolasiński und ist mit Andrzej Walczak verheiratet.
Seit den Wahlen 2011 ist sie Abgeordnete der Platforma Obywatelska im polnischen Sejm.